# Josiah Deguara
Josiah Daniel Deguara (Santa Rosa, California, 14 de febrero de 1997) más conocido como Josiah Deguara, es un jugador profesional estadounidense de fútbol americano que se desempeña en la posición de tight end en Green Bay Packers, equipo de la National Football League (NFL).

## Carrera
Fue seleccionado en la tercera ronda en la Reunión Anual de Selección de Jugadores de la NFL de 2020. Hizo su debut profesional con el equipo Green Bay Packers, donde lleva jugando cuatro temporadas.